# Częstkowo (powiat wejherowski)
Częstkowo (dodatkowa nazwa w j. kaszub. Czãstkòwò) – wieś kaszubska w Polsce położona w województwie pomorskim, w powiecie wejherowskim, w gminie Szemud.
Wieś szlachecka położona była w II połowie XVI wieku w powiecie mirachowskim województwa pomorskiego. W latach 1975–1998 miejscowość należała administracyjnie do województwa gdańskiego.
Podczas zaboru pruskiego wieś nosiła nazwę niemiecką Czenstkau, a od 1877 roku Grünberg. Podczas okupacji niemieckiej nazwa Grünberg w 1942 została przez nazistowskich propagandystów niemieckich zmieniona na Grünenberg .

## Integralne części wsi
| SIMC    | Nazwa    | Rodzaj    |
| ------- | -------- | --------- |
| 1015446 | Golica   | część wsi |
| 1015452 | Górki    | część wsi |
| 0175165 | Lipka    | część wsi |
| 0175171 | Szeperia | część wsi |